# Ectactolpium simile
Ectactolpium simile är en spindeldjursart som beskrevs av Beier 1947. Ectactolpium simile ingår i släktet Ectactolpium och familjen Olpiidae. Inga underarter finns listade i Catalogue of Life.